# Lüttwitz

Stammwappen derer von Lüttwitz

Lüttwitz ist der Name eines alten schlesischen Adelsgeschlechts. Die Herren von Lüttwitz kamen ursprünglich aus dem Oberlausitzer Uradel. Zweige der Familie bestehen bis heute.

## Geschichte
Das Geschlecht erscheint mit seinem Stammvater „Lutholdus de Luptycz“ (Luptitz) erstmals 1321 und 1338 urkundlich im Gefolge des Herzogs Heinrich I. von Schlesien. Luthold, der ursprünglich dem Oberlausitzer Adel angehörte, kam aus Herwigsdorf im Herzogtum Glogau, das 1251 bei der Teilung des Herzogtums Schlesien entstand. Am 16. Februar 1396 tritt das Geschlecht mit Heinrich Loptitz, Substitut der Glogauer Vikare, und mit Hans Luptitz in einer Urkunde des Herzogs Conrad II. von Oels in Schlesien auf. Die Familie teilte sich um 1400 in drei Stämme, von denen heute noch der Stamm Alt-Raudten und der Stamm Reuthau bestehen.
Der Name änderte sich im Laufe der Jahrhunderte von Luptitz über Löptitz, Lypticz, Luptwitz, Lüptwitz zu Lüttwitz; die letzte Form verfestigte sich im Laufe des 17. Jahrhunderts.

## Ausbreitung und Persönlichkeiten
Zahlreiche Angehörige der Familie erlangten im Laufe der Jahrhunderte einflussreiche Staats-, Hof- und Militärämter sowie hohe geistliche Würden.
- Hans von Lüttwitz auf Lentschen bei Sagan war 1498 Marschall des Herzogs Johann.
- Nicol Lüttwitz zu Bischwitz starb 1539 als Abt des Klosters Unser Lieben Frauen zu Breslau
- Barbara von Lüttwitz starb 1546 als Äbtissin des Klosters Trebnitz.
- Christoph von Lüttwitz war 1558 Generalsteuereinnehmer der Schlesischen Fürsten und Stände
- Melchior von Lüttwitz auf Laeswitz, Littwitz und Mitteldammer im späteren Kreis Wohlau war 1684 Wohlauscher Landesältester und königlicher Hofrichter.[5]
- Georg Wilhelm von Lüttwitz, kurbrandenburgischer Generalmajor, wurde 1696 Amtshauptmann zu Preußisch Holland.

In der ersten Hälfte des 18. Jahrhunderts war
- Valentin Leonard von Lüttwitz aus dem Haus Reuthau und Heinersdorf Landesältester des Sprottauschen Kreises.
- Balthasar Friedrich von Lüttwitz, Landesältester des Freystadtischen Kreises.
- Balthasar Siegmund von Lüttwitz auf Mitteldammer aus der milititzischen Linie war Landesdeputierter des Fürstentums Wohlau.
- Hans Ernst Freiherr von Lüttwitz († 1837) war Regierungspräsident zu Reichenbach, Herr auf Gorkau und Naselwitz.
- Ferdinand Sigismund Freiherr von Lüttwitz († 1821) war königlich preußischer Rittmeister.
- Dessen Nachkomme Rudolph Freiherr von Lüttwitz (* 1793) war Mitglied der Académie Nationale de Médecine in Paris.
- Sein jüngerer Bruder Theodor Freiherr von Lüttwitz (* 1798), Herr auf Mittelsteine in der Grafschaft Glatz, heiratete 1826 Isabella Gräfin zu Lynar. Sie hinterließen neben drei Töchtern, drei Söhne, von denen zwei Offiziere in der Preußischen Armee wurden.[5]

### Besitzungen

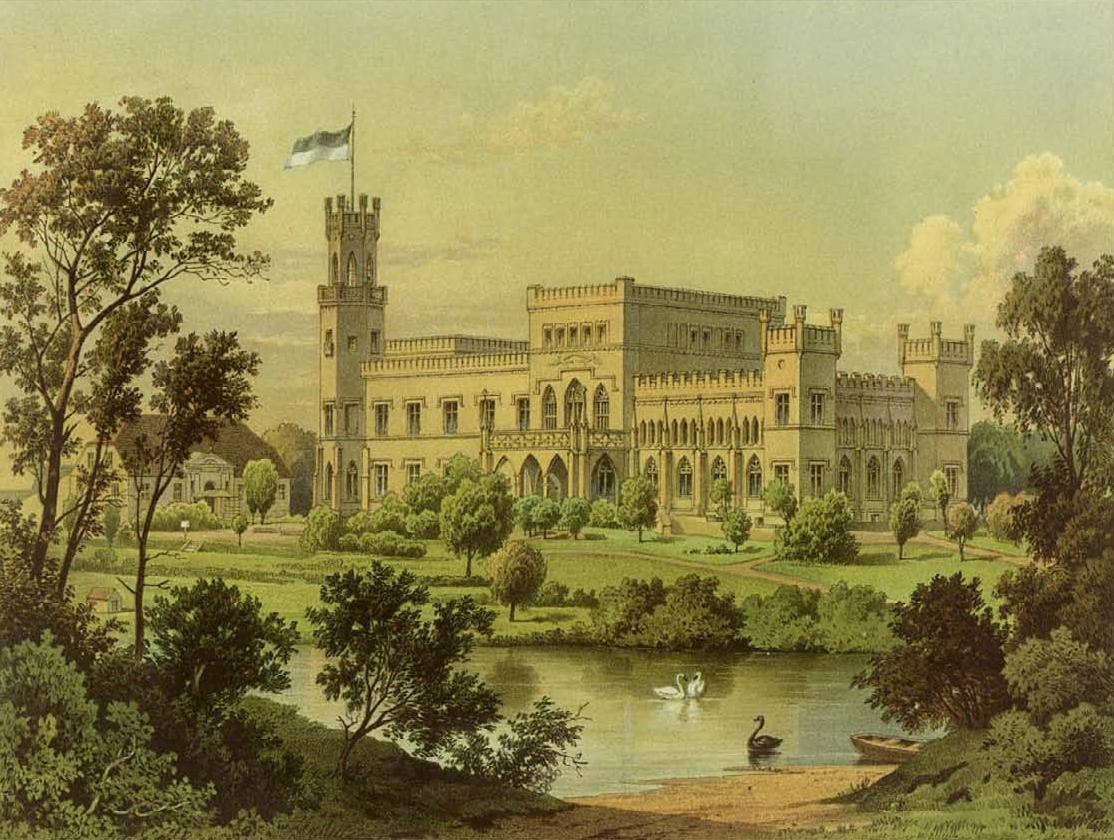
Schloss Simmenau (um 1860)

Die Familie besaß unter anderem Besitzungen in:
- Reuthau, Kreis Sprottau[6], zu Heinersdorf und Colschwitz bei Glogau
- Miltzsch, Kreis Wohlau.
- zu Dockern (Kreis Oels), Lossen und Krumpach[7] Kreis Steinau,
- zu Bartsch bei Steinau,
- zu Schloss Gorkau bei Zobten und
- zu Hartlieb bei Breslau,
- Simmenau bei Constadt und
- Mittelsteine in der Grafschaft Glatz[8]

jeweils mit den zugehörigen Herrschaften
Im Besitz bzw. Teilbesitz der Familie waren
- in Galizien die Herrschaften Lodygowitz und Wilkowitz bei Bila
- in Westpreußen die Herrschaften Skłudzewo[9] und die adlige Schäferei Gniasdowo im ehemaligen Landkreis Thorn
- Warow im ehemaligen Kreis Kolmar i. Posen

## Linien und Standeserhebungen

### Stamm Alt-Raudten
Dieser Stamm erscheint bereits 1409 urkundlich auf Alt Raudten. Heinrich Sigmund von Lüttwitz (1696–1746), auf Kriechen, Kaiserlicher Generalmajor, bediente sich seit etwa 1730 des Freiherrentitels. Seine Enkel, die Brüder Rudolf Freiherr von Lüttwitz, auf Simmenau, und Theodor Freiherr von Lüttwitz, auf Mittelsteine im Kreis Glatz, bekamen am 14. Dezember 1845 in Charlottenburg vom König von Preußen eine schriftliche Anerkennung des erblichen preußischen Freiherrenstandes.

### Stamm Reuthau
Balthasar Friedrich von Lüttwitz, auf Schönborn usw., erhielt am 6. November 1741 in Breslau den erblichen preußischen Freiherrenstand. Seine Neffen Hans Wolff von Lüttwitz, auf Wallwitz usw., Repräsentant der Schlesischen Landschaft in Breslau, und Hartlieb von Lüttwitz, königlich preußischer Hofrat und Regierungsrat, erhielten am 20. Februar 1788 in Berlin die königliche Erlaubnis zur Führung des erblichen preußischen Freiherrentitels.

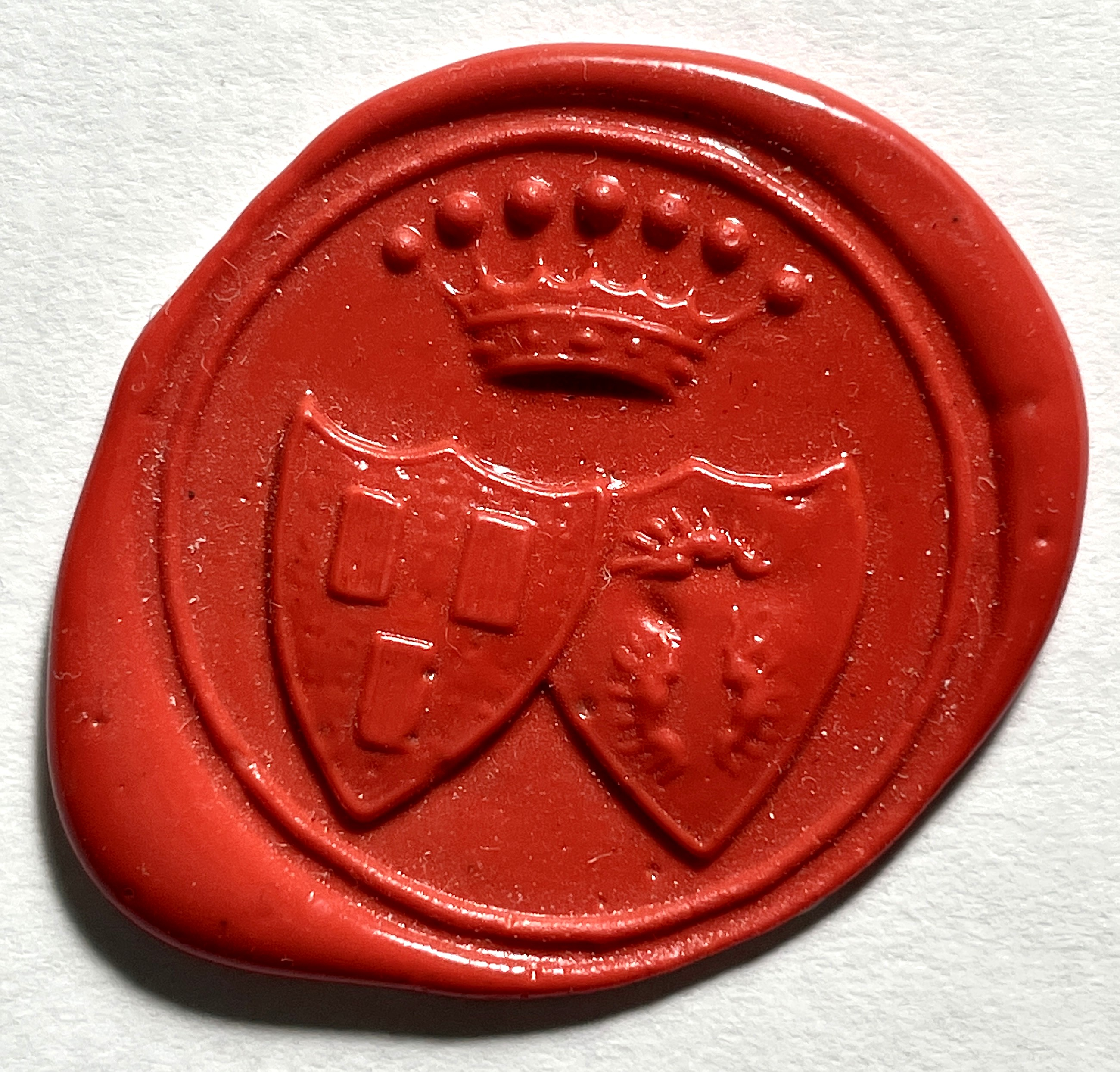
Allianz-Wappen-Siegel Frankenberg-Lüttwitz

### Frankenberg-Lüttwitz
Durch königlich preußische Bestätigung vom 29. September 1816 erhielt Heinrich Ernst Boguslaw von Lüttwitz, preußischer Major der Gardes du Corps, als Erb- und Majoratsherr auf Bielwiese bei Steinau die Erlaubnis, unter Vereinigung des von Frankenbergischen Wappens mit dem seinigen, den Namen von Frankenberg-Lüttwitz anzunehmen.

### Lüttwitz-Kerstan
Stammvater dieser von einer Lüttwitz-Tochter abstammenden Linie ist Eduard Kerstan, auf Ober-, Mittel- und Nieder-Töschwitz bei Alt-Raudten in Schlesien. Er hatte vor 1827 Auguste von Lüttwitz (1790–1855), aus dem Hause Schönau bei Glogau, geheiratet. Deren Sohn Arthur Kerstan, auf Krischütz im Kreis Wohlau, preußischer Hauptmann a. D., war seit 1. April 1868 Adoptivsohn der Auguste von Johnston, geborene von Lüttwitz (1794–1875), auf Talbendorf. Er erhielt vom König den erblichen preußischen Adelsstand als von Lüttwitz-Kerstan am 26. Januar 1870 in Berlin.

## Wappen

### Stammwappen
Das Stammwappen zeigt in Silber drei mit den Sachsen nach innen gewendete schwarze Adlerflügel, der oberste quer gelegt, die beiden anderen gegeneinander aufrecht gekehrt. Auf dem Helm mit schwarz-silbernen Decken zwei nebeneinander gestellte silberne Kammräder vor drei (schwarz-silbern-schwarz) Straußenfedern.

### Freiherrliche Wappen
Das freiherrliche Wappen nach den Diplomen von 1741 und 1788 zeigt den Stammwappenschild, darüber zwei Helme, beide mit der gleichen Helmzier wie der Stammwappenhelm; Schildhalter sind zwei königlich gekrönte, golden bewehrte schwarze Adler.

### Wappen Lüttwitz-Kerstan
Das Wappen Lüttwitz-Kerstan von 1870 ist gleich dem Stammwappen Lüttwitz, nur sind die Kammräder der Helmzier golden.

## Bekannte Familienmitglieder
- Heinrich Sigismund von Lüttwitz (1696–1746), kaiserlicher Generalfeldwachtmeister
- Christoph Sigismund von Lüttwitz (1700–1748), preußischer Landrat
- Henriette von Schuckmann (1769–1799), geborene Freiin von Lüttwitz, erhielt als 21-Jährige einen Heiratsantrag Goethes
- Otto von Frankenberg-Lüttwitz (1829–1905), preußischer General der Kavallerie
- Arthur von Lüttwitz (1865–1928), preußischer Generalleutnant im Ersten Weltkrieg
- Friedrich Wilhelm von Lüttwitz (1861–1946), deutscher Generalmajor
- Georg von Lüttwitz (1851–1922), deutscher Generalleutnant
- Hinko von Lüttwitz (1855–1928), preußischer General der Infanterie
- Walther von Lüttwitz (1859–1942), deutscher General der Infanterie, Anführer im Kapp-Putsch
- Smilo von Lüttwitz (1895–1975), deutscher General der Panzertruppe sowie Generalleutnant der Bundeswehr
- Heinrich von Lüttwitz (1896–1969), deutscher General der Panzertruppe
- Kaspar Sigismund von Lüttwitz (1732–1796), preußischer Generalmajor
- Lidy von Lüttwitz (1902–1996), deutsche Bildhauerin